# Змийска колона (Истанбул)
Змийска колона ( на гръцки: Τρικάρηνος Όφις, на турски: Yılanlı Sütun ) е антична бронзова колона на главния площад на Истанбул Султанахмет (античния Хиподрум). Това е оцелялата част от жертвен триножник, излят от оръжията на персите, загинали в битката при Платея (479 г. пр.н.е.) по време на гръко-персийските войни. Първоначално се е намирал в Делфи, но по-късно е транспортиран от император Константин до новата столица на Римската империя Константинопол (днешен Истанбул). Първоначално 8-метровата колона, образувана от сплетените змийски тела, е била увенчана с трите им глави, поддържащи златен триножник за жертвоприношения. През 1700 г. колоната е частично разрушена. Част от една от змийските глави днес се намира в Истанбулския археологически музей.

## История на създаването
След решителната победа при Платея, по време на която армията на персите е унищожена, гърците завземат богата плячка. Една десета от нея е посветена в дар на боговете, по-специално в светилището на Аполон в Делфи. Според Херодот „от тази десетина е направен и посветен на боговете златен триножник върху триглава медна змия, който стои в Делфи непосредствено при олтара“ .
Създаването на колоната, наречена първоначално „Дракон“ :с. 21, е белязано от скандал. Лакедемонецът Павзаний заповядва да се постави следния надпис :
| „ | Павсаний, вождът на елините, който войската мидийска срази, на бог (Феб) Аполон този паметник посвети.. | “ |

Останалите гърци са обидени от това поведение на Павзаний, присвоил си цялата слава за победата, която по право принадлежи на всички. С декрет лакедемонският сенат постановява да се изстърже този надпис и да се замени със списък на всички 36 полиси, чиито войски са взели участие в битката. Надписът е на древногръцки диалект и се е намирал между третия и тринадесетия пръстен, считано от земята. Към 2015 г. надписът вече не се вижда.
Според Диодор Сицилийски, вместо оригиналния надпис е поставено двустишие на поета Симонид: „Това е дар от спасителите на обширната Елада, избавили я от веригите на позорно робство“.

## По-нататъшна история
Златният купел, разположен върху трите змийски глави, изчезва по време на разграбването на храма на Делфи от гражданите на Фокида през 345/344 г. пр.н.е. Според друга версия преминава директно у Византия. Разграбването на Делфи служи като добър повод Филип II Македонски да се застъпи за светилището на елините, като оглави поход срещу Фокида по време на Третата свещена война. Според друга версия златото изчезва при завладяването на Константинопол по време на Четвъртия кръстоносен поход.
През 324 г. сл. Хр. колоната е транспортирана до новата столица на Римската империя – Константинопол и е поставен върху спината на Хиподрума.
Има няколко легенди, свързани с частичното унищожаване на колоната. Според една от тях, по време на тържественото си влизане в превзетия Константинопол, Мехмед II заповядва да бъде унищожен символът на една от най-големите гръцки победи. Легендата не издържа критика поради по-късни описания и изображения на колоната и изобразяването на змийски глави на рисунките. Според друга версия, пиян полски аристократ отсякъл змийските глави. Най-правдоподобна е версията на османския историк Мехмед Ага, че през нощта на 20 октомври 1700 г. е извършен вандалски акт от неизвестен извършител.
През 2015 г. бронзово копие на Змийската колона е инсталирано в археологическия резерват Делфи.

## Надпис и списък на полисите
| Спирален ред в колоната | Група | Ред         | Надпис (приближение) * = липсващ текст | Епиграфско съдържание                 | Съвременен прочит (на гръцки)        | Съвременен прочит (на български)           | Под влияние на      |
| ----------------------- | ----- | ----------- | -------------------------------------- | ------------------------------------- | ------------------------------------ | ------------------------------------------ | ------------------- |
| 13-и                    | Α´    | 1 2 3       | ΤΟ* ΠΟΛΕΜΟΝ * ΠΟΛΕΜΕΟΝ                 | τ̣ο[ίδε τὸν] πόλεμον [ἐ]- πολ[έ]μεον   | σε αυτόν τον πόλεμο πολέμησαν        | те се биха във войната                     |                     |
| 12-и                    | Β´    | 4 5 6       | ΛΑΚΕΔ* ΑΘΑΝΑ* ΚΟΡΙΝΘΙΟΙ                | Λακ̣εδ̣[αιμόνιοι] Ἀθαναῖο[ι] Κορίνθιοι  | Λακεδαιμόνιοι Αθηναίοι Κορίνθιοι     | лакедемонци атиняни коринтци               | Спарта Атина Коринт |
| 11-и                    | Γ´    | 7 8 9       | ΤΕϾEA ΣFΚVON*I AICINATAI               | Τεγεᾶ[ται] Σικυόν[ιο]ι Αἰγινᾶται      | Τεγεάτες Σικυόνιοι Αιγινήτες         | тегейци сикионци егинци                    | Спарта Спарта       |
| 10-и                    | Δ´    | 10 11 12    | MEϹAREΣ ΕΠΙDΑVRIOI ER*OMENIOI          | Μεγαρε͂ς Ἐπιδαύριοι Ἐρχομένιοι         | Μεγαρείς Επιδαύριοι Ορχομένιοι       | мегарци епидаврийци орхоменци (от аркадия) | Спарта Спарта       |
| 9-и                     | Ε´    | 13 14 15    | ΦΛΕΙΑΣΙΟΙ ΤRΟΙΑΝΟΙΟΙ ΕRMIONEΣ          | Φλειάσιοι Τροζάνιοι Ἑρμιονε͂ς          | Φλειάσιοι Τροιζήνιοι Ερμιονείς       | флиунтийци тризинци хермионци              | Спарта Спарта       |
| 8-и                     | ΣΤ´   | 16 17 18    | TIPVNΘΙΟΙ ΛΑΤΑΙΕΣ ϴΕ*ΠΙΕΣ              | Τιρύνθιοι Πλαταιε͂ς Θεσπιε͂ς            | Τιρύνθιοι Πλαταιείς Θεσπιείς         | тиринтци платейци теспийци                 | Спарта Атина -      |
| 7-и                     | Ι´    | 19 20 21 22 | ΜVΚΑΝΕΣ ΚΕΙΟΙ ΜΑΛΙΟΙ ΤΕΝΙΟΙ            | Μυκανε͂ς Κεῖοι Μάλιοι Τένιοι           | Μυκηνείς Κίοι Μήλιοι Τήνιοι          | микенци киосци милосци тиносци             | Спарта Атина        |
| 6-и                     | ΙΑ´   | 23 24 25    | ΝΑΧΙΟΙ ΕRETRIEΣ ΑΛΚΙΔΕΣ                | Νάξιοι Ἐρετριε͂ς Χαλκιδε͂ς              | Νάξιοι Ερετριείς Χαλκιδείς           | наксосци еретрийци халкидци                | Атина Атина         |
| 5-и                     | ΙΒ´   | 26 27 28    | ΣΤVΡΕΣ FΑΛΕΙΟΙ ΠΟΤΕΙΔΑΙΑΤΑΙ            | Στυρε͂ς Ϝαλεῖοι Ποτειδαιᾶται           | Στυρείς Ηλείοι Ποτιδαιάτες           | стирейци елейци потидейци                  | Атина Спарта Коринт |
| 4-ти                    | ΙΓ´   | 29 30 31 32 | ΛΕVΚΑΔΙΟΙ FANAKTOΡΙΕΣ ΚV*NIOI ΣΙΦΝΙΟΙ  | Λευκάδιοι Ϝανακτοριε͂ς Κύθνιοι Σίφνιοι | Λευκάδιοι Ανακτορείς Κύθνιοι Σίφνιοι | левкадци анакторийци китносци сифносци     | Коринт Коринт Атина |
| 3-ти                    | ΙΔ´   | 33 34       | ΑΜΠRΑΚΙΟΤΑΙ ΛΕΠRΕΑΤΑΙ                  | Ἀμπρακιο͂ται Λεπρεᾶται                 | Αμβρακιώτες Λεπρεάτες                | амбракийци леприати                        | Коринт Спарта       |